# In a Silent Way
| 전문가 평가                         | 전문가 평가 |
| 평가 점수                           | 평가 점수   |
| 출처                                | 점수        |
| ----------------------------------- | ----------- |
| AllMusic                            | [ 4 ]       |
| Encyclopedia of Popular Music       | [ 5 ]       |
| Musichound Jazz                     | 5/5         |
| The Penguin Guide to Jazz           | [ 7 ]       |
| The Rolling Stone Album Guide       | [ 8 ]       |
| The Rolling Stone Jazz Record Guide | [ 9 ]       |
| Sputnikmusic                        | 5/5         |
| Tom Hull – on the Web               | A           |
| Uncut                               | [ 12 ]      |

《In a Silent Way》는 1969년 7월 30일, 컬럼비아 레코드에서 발매된 미국의 재즈 트럼펫 연주자, 작곡가, 밴드 리더 마일스 데이비스의 스튜디오 음반이다. 테오 마세로가 프로듀싱한 이 음반은 1969년 2월 18일, 뉴욕 CBS 30번가 스튜디오에서 한 세션으로 녹음되었다. 마세로는 음반을 프로듀싱하기 위해 세션에서 데이비스의 음반을 편집하고 편곡했다. 그의 "일렉트릭" 기간의 시작을 알리는 《In a Silent Way》는 데이비스의 첫 퓨전 레코딩으로 여겨져 왔으며, 이전 음반과 라이브 공연에서 장르로 스타일적으로 변화한 이후 음악 작가들에 의해 데이비스의 첫 퓨전 레코딩으로 간주되어 왔다.
음반이 발매되자마자, 음반은 음악 평론가들, 특히 재즈나 록 음악의 비평가들 사이에서 논쟁에 부딪혔는데, 이들은 음반의 실험적인 음악 구조와 데이비스의 전기적인 접근법에 대한 반응에서 의견이 갈렸다. 초기 평가 이후, 팬들과 비평가들에 의해 데이비스의 가장 위대하고 영향력 있는 작품 중 하나로 여겨져 왔다. 2001년 컬럼비아 레코드와 소니 뮤직은 3개의 디스크 박스 세트인 《The Complete In a Silent Way Sessions》를 발매했는데, 이 박스 세트에는 오리지널 음반, 추가 트랙, 그리고 제작 목적으로 사용된 편집되지 않은 녹음 파일이 포함되어 있다.

## 배경 및 녹음
1969년 1월까지 데이비스의 핵심 작업 밴드는 소프라노 색소폰은 웨인 쇼터, 베이스는 데이브 홀랜드, 일렉트릭 피아노는 칙 코리아, 드럼은 잭 디조넷을 중심으로 안정되었다. 그의 다음 스튜디오 음반을 위해 데이비스는 이전 밴드 멤버 토니 윌리엄스를 드럼으로 불러들였고, 이전에 데이비스와 스튜디오 녹음 작업을 하기로 합의했던 허비 행콕은 추가적인 일렉트릭 피아노에 사용했다. 그 다음 달, 데이비스가 그에게 전화를 걸어 이 그룹의 음악적 아이디어를 가져오라고 요청하자, 6명은 오스트리아의 키보디스트 조 자비눌과 함께 했고, 데이비스가 녹음 세션에 참석하도록 요청하기 전에 토니 윌리엄스 라이프에 합류하기 위해 미국에 2주도 채 안 된 영국의 기타리스트 존 맥러플린과 합류했다. 맥러플린은 데이비스의 오랜 팬으로, 자신의 우상과의 녹음 전망에 대해 트럼펫 주자에게 긴장감을 토로했다. 데이비스가 좋아했던 자비눌의 작품 중에는 두 사람이 같은 밴드에 있을 때 캐넌볼 애덜리의 제안으로 제목을 붙인 대기 곡인 〈In a Silent Way〉가 있다. 애덜리는 이 곡을 자신의 녹음에 사용하고 싶었지만 자비눌은 데이비스가 그것을 사용하기를 원한다는 것을 알고 그를 거절했다.
데이비스의 라이브 공연과 최근 음반 《Miles in the Sky》(1968년)와 《Filles de Kilimanjaro》(1968년)는 전자 악기와 재즈 퓨전에 대한 그의 스타일적 변화를 암시했지만, 《In a Silent Way》는 데이비스의 전면적인 일렉트릭 접근법을 특징으로 했다. 이 음반은 데이비스의 퓨전 음반 중 첫 번째 음반으로 간주되어 왔으며, 그의 "일렉트릭" 시대의 시작을 알렸다. 이 음반은 또한 프로듀서 테오 마세로의 편집과 편곡에 의해 크게 구성된 데이비스의 첫 음반으로, 그의 편집 기술은 데이비스의 《In a Silent Way》 녹음에 고전 소나타 형식의 요소들을 통합시켰다. 음반에 수록된 두 트랙은 제시부, 전개부, 재현부로 생각할 수 있는 세 가지 개별 부분으로 구성되어 있으며, 각 트랙의 처음과 마지막 세 번째 트랙은 동일한 곡이다.

## 곡 목록
| #  | 제목                                                            | 작곡            | 재생 시간 |
| -- | --------------------------------------------------------------- | --------------- | --------- |
| 1. | 〈Shhh/Peaceful - Shhh – 6:14 - Peaceful – 5:42 - Shhh – 6:20〉 | 마일스 데이비스 | 18:16     |

| #  | 제목 | 작곡               | 재생 시간 |
| -- | --- | ------------------ | --------- |
| 2. | 〈In a Silent Way/It's About That Time - In a Silent Way – 4:11 - It's About That Time – 11:27 - In a Silent Way – 4:14〉 | 조 자비눌/데이비스 | 19:52     |